# 髮繡
髮绣是运用头发绣製的绣品。髮绣以頭髮代替毛線或絲線，利用头发黑、白，灰、黄和棕的自然色泽，以及细、柔、光、滑的特性，用接针、切针、缠针和滚针等不同针法刺绣。髮绣白地黑线，适宜绣製摹线（白描）人物，山水和建筑物等，人物一般背景较少。髮绣以质朴素净取胜，绣品针迹细密，色彩柔和，风格独特。因为头发具有特殊性能，所以髮绣坚韧光滑，色泽经久不褪。

## 历史
在中国刺绣史上，髮绣有着独特的地位。史料考证，迄今为止发现的最早髮绣是现存于英国伦敦博物馆的《东方塑像》，相传为南宋皇帝赵构之妃刘安所绣；早期发现的髮绣还有遼寧博物館所藏《弥勒佛》像，出自明代韩希孟之手，上有董其昌題贊；《唐宋元明名画大观》影印本中的《滕王阁图》和《黄鹤楼图》系明代夏明远的两件髮绣；遼寧博物館收藏的明代嘉靖年间《顧繡陶淵明停琴伫月图》；成都文殊院藏有清代道光五年陕西总督杨延春之女的《水月观音》；北京故宮博物館藏有李檒的《髮繡大士》，上有王心湛手書元代高僧中峰明本的詩詞；及佚名髮繡《加官人物圖》,上有「繼錦堂」印，均为传世珍品，被后人誉为“细若纹睫，侔于鬼工”的神来之作。
唐代佛教鼎盛时期，虔诚信女开始用自己的纤髮，在丝绢上绣成如来佛、观音菩萨像，朝夕顶礼膜拜，这便是髮绣的源头。到元末明初，髮绣突破了宗教题材，表现内容不再囿于人物肖像，艺术手法推陈出新，画绣结合，催生出一件件传世佳作。而到晚清年间，这一艺术奇葩竟衰落近乎湮灭，人们只能从博物馆的珍藏中依稀窥见髮繡往昔的风姿。
二十世纪七十年代末，古老髮绣艺术在东台地区复苏。髮绣在东台的记载，最早见诸于清康熙年间（1662—1722年）孔尚任的《西团游记》，文中载：东台附近的西团镇（古属东台场）晾网寺里藏有髮绣观音佛像，被推为髮绣珍品。二十世纪六十年代，政治运动，驱使大批苏南居民下放农村，许多艺人、画师、绣女来到东台，于是，新一代髮绣应运而生。吴雷是苏州籍工艺师，他通过苏州刺绣研究所创始人高伯瑜先生，请来了他的弟子、现代著名刺绣大师顾文霞女士，担任技术指导，在众多画师、绣女的共同努力下，数月之后，东台的第一幅髮绣品《秋风纨扇图》终于诞生。

## 今日髮绣
今天，髮绣在东台改墨绣为彩绣，融画绣一体，变双钩为晕色，开发出双面髮绣和双面异色绣。
髮绣珍品《清明上河图》原件早就在香港一家拍卖行拍出，但从保存的资料中，可一睹它的风采。发绣女工以髮为笔，摹写了张择端的画意，著名书画家谢稚柳的题词“髮绣清明上河图”和武中奇的书联“丹青染尽清明胜，素手神传风俗情”为之增色。这幅髮绣装裱后，全长9.98米，为当时世界之最，名品、绝艺的孤本，成为海内收藏界追逐的目标。不久前，一幅全长13.2米的《姑苏繁华图》长卷髮绣又改写了这一记录。这幅被列为中国画十大名品之一的长卷，以浓墨重彩写尽康乾盛世古城苏州的繁华，绣有各色人物4600余人、各式房屋建筑2140栋、各种桥梁40余座、各种客货船号及竹筏300余隻、各种商号招牌300余块等，被称为历史巨作。近年来，东台先后绣製出《长江三峡全景图》、《八十七神仙图》等一大批发绣长卷。
在市场营销上，东台髮绣业生产与经营并举，高档与低档兼具。他们追求市场需求策略，中低档价格适当下调，让髮绣走入寻常百姓家；高特档仍精选名人肖像和名师画作，注意整体装裱、装帧，让髮绣迈向艺术圣殿。目前，东台从事髮绣工艺设计、配色、勾绷、刺绣和装裱等的技艺人员逾7000人，其中青年绣女占绝大多数，还有很大比重的为下岗再就业职工。全市拥有专业厂家20多家，髮绣工艺点300多处，市内髮绣经销门市40多个，年产值超过一亿元。臺灣和东京等地都设有销售窗口。
东台“中国髮绣”已获得国内大奖数十个，在国际博览会和民间艺术博览会中也屡获殊荣。时任中央政治局常委的宋平、全国人大常委会副委员长叶飞、姬鹏飞、陈丕显，国家文化部长孙家正，前江苏省省委书记韩培信、省长顾秀莲等领导多次视察给予了较高的评价。